# Asburgo-Lorena

Stemma degli Imperatori d'Asburgo-Lorena

Asburgo-Lorena - Habsburg-Lothringen in tedesco, Habsbourg-Lorraine in francese - è un ramo cadetto della Casa d'Asburgo, derivato dal ramo Asburgo d'Austria e generatosi il 12 febbraio 1736 con il matrimonio tra Maria Teresa d'Austria e Francesco Stefano di Lorena.

## Storia

### Origini
Asburgo-Lorena è una dinastia asburgica, creatasi con il matrimonio tra Maria Teresa d'Asburgo e Francesco Stefano di Lorena, che apre la sua storia con la guerra di successione austriaca, nella quale l'Austria, fiancheggiata dall'Inghilterra, combatté contro la Francia, la Spagna e la Prussia per mantenere la propria indipendenza. La dinastia discendeva da due prestigiosi e antichissimi lignaggi franchi, quello dei Manfredi o Girardidi, conti di Parigi e Metz e poi duchi di Lorena e quello degli Eticonidi, duchi d'Alsazia e antenati della Casa d'Asburgo.
L'iniziativa fu presa dal re prussiano Federico II, che con le sue truppe invase la Slesia, regione della Boemia ricca di industrie minerarie e tessili. La giovane arciduchessa Maria Teresa d'Asburgo non era pronta a guidare una guerra; inoltre, la situazione era peggiorata dalla disorganizzazione dell'esercito e dalle casse di stato vuote. La guerra, combattuta principalmente in Germania e in Italia, ebbe un risvolto positivo per gli austriaci, quando l'elettore di Baviera morì. Così si sciolse la grande coalizione antiasburgica: tutte le vittorie della Francia e della Prussia, furono vanificate. Con l'intervento della zarina di Russia a fianco degli Asburgo, la guerra finì ufficialmente, e venne firmata la pace di Aquisgrana nel 1748, che riconosceva i diritti imposti dalla Prammatica Sanzione, e la cessione della Slesia alla Prussia.
Non riconoscendo però alla Prussia il possesso della Slesia, Maria Teresa d'Asburgo riprese le ostilità con Federico II, e riuscì a trovare appoggio nella Francia. Iniziò così la guerra dei sette anni (1756-1763), che si concluse senza vincitori, ma non portò alla restituzione della Slesia. Successivamente, Maria Teresa d'Asburgo si occupò principalmente della politica internae, migliorando quasi tutti gli organi statali, fece tornare l'Austria tra le grandi potenze europee.
A Maria Teresa d'Asburgo succedette Giuseppe II, un sovrano cresciuto dalla nuova corrente illuminista, e dai nuovi ideali che essa portò; attuò molte riforme, la maggior parte delle quali erano a discapito del clero. Alla morte di Giuseppe II nel 1790, gli succedette il fratello Leopoldo II, che nel 1791 invitò l'Europa a soccorrere la famiglia reale francese, e a sopprimere gli ideali della rivoluzione, senza interventi militari; morì alcuni giorni prima della dichiarazione di guerra della Francia all'Austria.

### Rivoluzione
Nel 1792 venne incoronato imperatore a Francoforte il figlio di Leopoldo II, Francesco II. Questi dopo la decapitazione dei sovrani francesi, insieme agli altri sovrani europei, creò una prima coalizione contro la Francia rivoluzionaria. La coalizione ebbe inizialmente qualche successo, ma cominciò subito ad arretrare, soprattutto in Italia, dove gli austriaci vennero sconfitti ripetute volte, dal generale corso Napoleone Bonaparte.
Con il Trattato di Campoformio nel 1797, veniva dato alla Francia il milanese, mentre agli austriaci restò il Veneto, l'Istria e la Dalmazia. A questo trattato di pace ne seguirono altri, che ridussero il dominio asburgico all'Austria, la Boemia e l'Ungheria; Francesco II fu anche costretto a perdere il titolo imperiale, ma si fece proclamare Imperatore d'Austria, per porre rimedio alla grave perdita. Dopo le sconfitte di Lipsia (1813) e di Waterloo (1815), Napoleone venne esiliato all'isola di Sant'Elena dove morì.

### Restaurazione

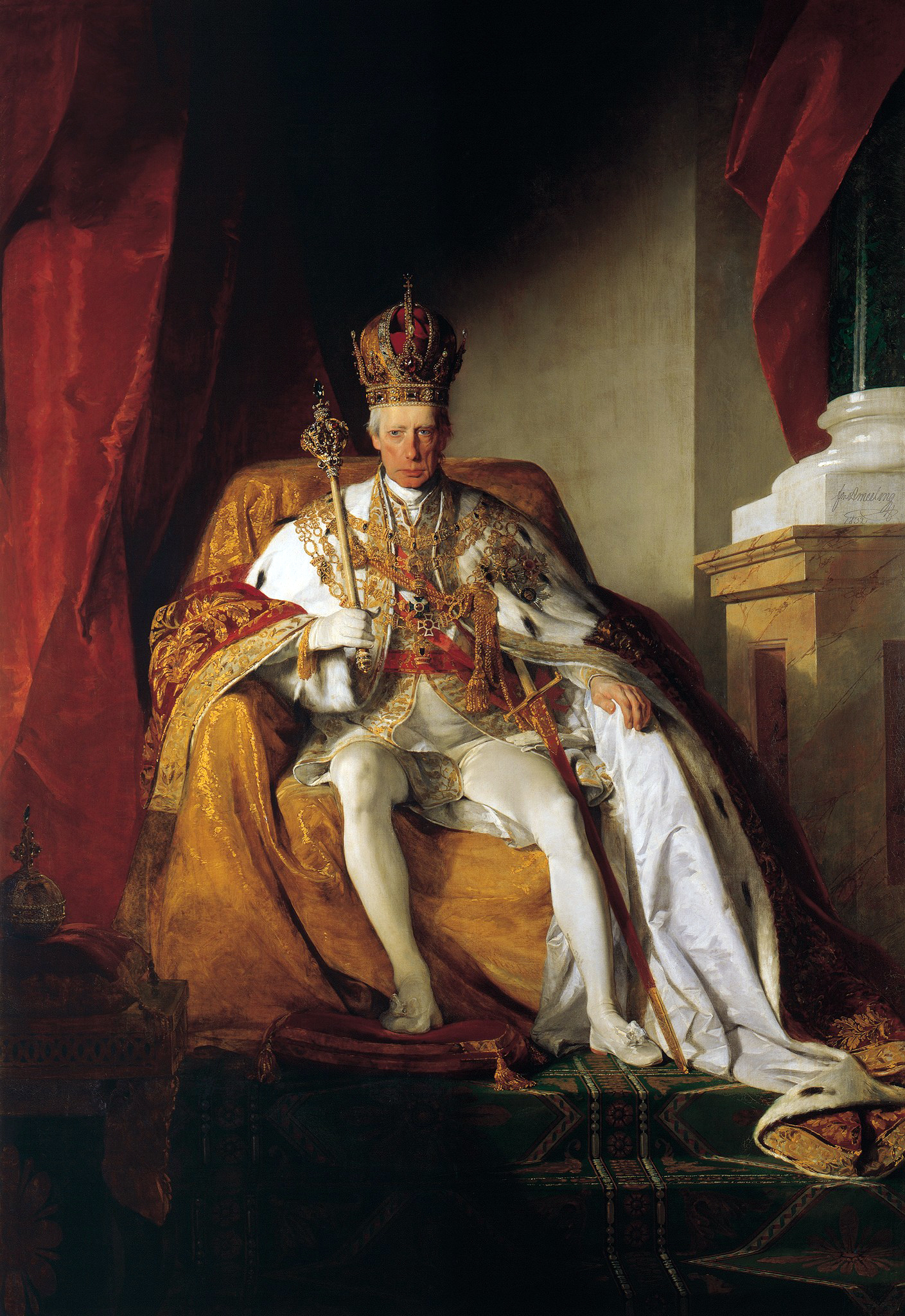
Francesco II, ultimo imperatore del Sacro Romano Impero, imperatore d'Austria come Francesco I

Nello stesso anno della sconfitta francese di Waterloo venne istituito il Congresso di Vienna con il quale ebbe inizio la Restaurazione. Il congresso imponeva la restaurazione degli antichi regimi, l'Austria riottenne tutti i possedimenti italiani, slavi e tedeschi, che aveva perso durante le guerre napoleoniche, inoltre si instaurò la Santa Alleanza, tra Austria, Russia e Prussia, che aveva il compito di sopprimere tutti i moti rivoluzionari filofrancesi, o di indipendenza, che sarebbero scoppiati in Europa.
Negli anni che seguirono, Francesco II, seguì una politica accentratrice, su consiglio del primo ministro Metternich; ma proprio a causa sua, e dei nuovi ideali di indipendenza, scoppiarono i moti del 1848, che devastarono tutta l'Europa, segnarono l'espulsione dello stesso primo ministro dalla cancelleria imperiale, e l'ascesa di Francesco Giuseppe, sostituitosi a Ferdinando I, che fu costretto ad abdicare a favore del giovane diciottenne.

### Fine di una dinastia
Francesco Giuseppe fu l'ultima grande personalità della Casa d'Asburgo.
Sotto il suo regno l'Austria sembrò rivivere il periodo del suo grande splendore e Vienna divenne la città più grande e bella della Mitteleuropa.
L'Imperatore affrontò le guerre d'indipendenza italiane e la guerra austro-prussiana; portò in entrambi i casi sconfitte, che misero fine alla supremazia dell'Austria, in Italia e in Germania e affrettarono il lento declino della dinastia.
Nel 1867 Francesco Giuseppe firmò l'Ausgleich, ovvero un compromesso, che divideva l'Impero asburgico in Impero Austriaco e Regno d'Ungheria: politicamente e militarmente erano uniti, ma in quanto a politica interna e amministrazione rimanevano due entità separate.
Con il crescente interesse dell'Austria-Ungheria e della Russia per i Balcani si crearono forti tensioni all'interno del Reich asburgico e portarono l'Austria a firmare un'alleanza con la Germania e l'Italia. Nel 1914 con l'assassinio dell'arciduca Francesco Ferdinando a Sarajevo esplose la prima guerra mondiale, dovuta a un complesso sistema di alleanze tra gli stati europei, che vide schierati da una parte le potenze centrali Austria-Ungheria, Germania, Bulgaria e Impero Ottomano, dall'altra l'Intesa e i suoi alleati.
Nel 1916 morì Francesco Giuseppe, al quale succedette Carlo I. Egli, dopo aver perso la guerra, fu condannato all'esilio il 3 aprile 1919. I domini asburgici furono definitivamente divisi in repubbliche indipendenti.

### Tentativi di restaurazione in Ungheria
Il Regno d'Ungheria fu restaurato nel 1920, in seguito alla brutale repressione della Repubblica Sovietica Ungherese; a capo della rinata monarchia venne posto l'ammiraglio Miklós Horthy, come reggente. L'anno successivo, Carlo IV tentò di recuperare il suo trono, arrivando persino a marciare su Budapest alla testa di alcune truppe ribelli; il suo tentativo fallì perché il Regio esercito ungherese rimase fedele a Horthy e Carlo fu arrestato ed esiliato a Madeira. Il 6 novembre 1921, la Dieta d'Ungheria abrogò la Prammatica Sanzione del 1713, detronizzando Carlo IV e revocando i diritti degli Asburgo-Lorena sul trono ungherese; il sovrano morì l'anno dopo, ponendo definitivamente termine ai sogni di restaurazione asburgica.

## Imperatori del ramo degli Asburgo-Lorena (Habsburg-Lothringen)
- Francesco I, imperatore 1745 - 1765
- Giuseppe II, imperatore 1765 - 1790
- Leopoldo II, imperatore 1790 - 1792
- Francesco II, Imperatore del Sacro Romano Impero 1792 - 1806, Imperatore d'Austria come Francesco I 1804 - 1835
- Ferdinando I, imperatore d'Austria 1835 - 1848
- Francesco Giuseppe I, imperatore d'Austria 1848 - 1916; re Francesco Giuseppe d'Ungheria dal 1867 - a volte indicato come "Francesco Giuseppe"
- Carlo I, imperatore d'Austria 1916 - 1919; re Carlo IV d'Ungheria - a volte indicato come "Carlo". Morì in esilio nel 1922.

## Domini e possedimenti degli Asburgo-Lorena
Gli Asburgo-Lorena hanno regnato su:
- il Sacro Romano Impero, dal 1745 al 1806 (diretta sui domini sovrani, indiretta come presidenti del Reichstag).
- il Granducato di Toscana, dal 1737 al 1860.
- l'Arciducato d'Austria più l'Impero austriaco (dal 1806), il Regno d'Ungheria, il Regno di Boemia, dal 1780 al 1919.
- il Ducato di Modena e Reggio, dal 1814 al 1859.
- il Ducato di Massa e Principato di Carrara, dal 1829 al 1859.
- il Ducato di Parma e Piacenza, dal 1735 al 1748 e dal 1814 al 1847.
- il Secondo Impero messicano, dal 1864 al 1867.
- il Regno Lombardo-Veneto, dal 1815 al 1866.

## Genealogia parziale
Maria Teresa d'Austria (1717 - 1780) - sposò nel 1736 Francesco I di Lorena (1708 - 1765):
1. Maria Elisabetta (1737 - 1740)
2. Maria Anna (1738-1789) - religiosa;
3. Maria Carolina (1740 - 1741)
4. Giuseppe II d'Asburgo-Lorena (1741 - 1790) - sposò nel 1760 Isabella di Borbone-Parma (1741 - 1763); sposò nel 1765 Maria Giuseppa di Baviera (1739 - 1767):
  1. (I) Maria Teresa (1762 - 1770)
  2. Maria Cristina (1763)
5. Maria Cristina (1742 - 1798) - sposò nel 1766 Alberto di Sassonia-Teschen (1738 - 1822): senza discendenza;
6. Maria Elisabetta (1743 - 1808) - religiosa;
7. Carlo (1745 - 1762)
8. Maria Amalia (1746 - 1804) - sposò nel 1769 Ferdinando I di Parma (1751 - 1802): con discendenza;
9. Leopoldo II d'Asburgo-Lorena (1747 - 1792) - sposò nel 1765 Maria Luisa di Borbone-Spagna (1745-1792):
  1. Maria Teresa (1767 - 1827) - sposò nel 1787 Antonio di Sassonia (1755 - 1836): con discendenza;
  2. Francesco II d'Asburgo-Lorena (1768 - 1835) - sposò nel 1788 Elisabetta Guglielmina di Württemberg (1767 - 1790); sposò in seconde nozze nel 1790 Maria Teresa di Borbone-Due Sicilie (1772-1807); sposò in terze nozze nel 1808 Maria Ludovica d'Austria-Este (1787 - 1816); sposò in quarte nozze nel 1816 Carolina Augusta di Baviera (1792 - 1873); 
    1. (I) Luisa Elisabetta (1790 - 1791)
    2. (II) Maria Luisa (1791 - 1847) - sposò nel 1810 Napoleone Bonaparte (1769 - 1821); sposò nel 1821 Adam Albert von Neipperg (1775 - 1829); sposò in terze nozze nel 1834 Charles-René de Bombelles (1785 - 1856): con discendenza;
    3. Ferdinando I d'Austria (1793 - 1875) - sposò nel 1831 Maria Anna di Savoia (1803 - 1884): senza discendenza;
    4. Carolina (1794 - 1795)
    5. Carolina (1795 - 1799)
    6. Maria Leopoldina (1797 - 1826) - sposò nel 1807 Pietro I del Brasile (1798 - 1834): con discendenza;
    7. Maria Clementina (1798 - 1881) - sposò nel 1816 Leopoldo di Borbone-Due Sicilie (1790-1851): con discendenza;
    8. Giuseppe (1799 - 1807)
    9. Maria Carolina (1801 - 1832) - sposò nel 1819 Federico Augusto II di Sassonia (1797 - 1854): senza discendenza;
    10. Francesco Carlo (1802 - 1878) - sposò nel 1824 Sofia di Baviera (1805 - 1872):
      1. Francesco Giuseppe I d'Austria (1830 - 1916) - sposò nel 1854 Elisabetta di Baviera (1837 - 1898):
        1. Sofia (1855 - 1857)
        2. Gisella (1856 - 1932) - sposò nel 1873 Leopoldo di Baviera (1846 - 1930): con discendenza;
        3. Rodolfo (1858 - 1889) - sposò nel 1881 Stefania del Belgio (1864 - 1945):
          1. Elisabetta Maria (1883 - 1963) - sposò nel 1902 Otto zu Windisch-Graetz (1873 - 1952), divorziando nel 1948; sposò nel 1948 Leopold Petznek (1881 - 1956): con discendenza;

        4. Maria Valeria (1868 - 1924) - sposò nel 1890 Francesco Salvatore d'Asburgo-Lorena (1866 - 1939): con discendenza;

      2. Massimiliano I del Messico (1832 - 1867) - sposò nel 1857 Carlotta del Belgio (1840 - 1927): senza discendenza;
      3. Carlo Ludovico (1833 - 1896) - sposò nel 1856 Margherita di Sassonia (1840 - 1858); sposò in seconde nozze nel 1862 Maria Annunziata di Borbone-Due Sicilie (1843 - 1871); sposò in terze nozze nel 1873 Maria Teresa di Braganza (1855-1944):
        1. (II) Francesco Ferdinando d'Austria-Este (1863 - 1914) - sposò nel 1900 Sophie Chotek von Chotkowa (1868 - 1914):
          1. Sophie von Hohenberg (1901 - 1990) - sposò nel 1920 Frederic von Nostitz-Rieneck (1891 - 1973): con discendenza;
          2. Maximilian (1902 - 1962) - sposò nel 1926 Maria Elisabeth von Waldburg zu Bona Wolfegg und Waldsee (1904–1993):
            1. Franz Ferdinand (1927 - 1977) - sposò nel 1956 Elisabetta di Lussemburgo (1922-2011):
              1. Anita (1958 - viv.) - Ha sposato nel 1978 Romee de La Poeze, conte d'Harambure, divorziando nel 1998; ha sposato nel 2005 Andreas von Bardeau: con discendenza;
              2. Sofia (1960 - viv.) - ha sposato nel 1983 Jean-Louis de Potesta: con discendenza;

            2. Georg (1929 - 2019) - sposò nel 1960 Eleonore von Auersperg-Breunner:
              1. Nikolaus (1961 - viv.) - ha sposato Marie Elisabeth of Westphalen-Furstenberg:
                1. Karl (1991 - viv.)
                2. Johanna (1993 - viv.)
                3. Theresa (1996 - viv.)
                4. Sophie (2000 - viv.)

              2. Henriette (1962 – viv.)
              3. Maximilian (1970 – viv.) - ha sposato Emilia Oliva Cattaneo Vieti:
                1. Nikolaus (2001 - viv.)
                2. Louise (2004 - viv.)
                3. Leopold (2006 - viv.)

            3. Albrecht (1931-2021) - sposò Léontine di Cassis-Faraone: con discendenza;
            4. Johannes (1933–2003) - sposò Elisabeth Meilinger-Rehrl: con discendenza;
            5. Peter (1936 - 2017) - sposò Christine-Maria-Meilinger Rehrl: con discendenza;
            6. Gerhard (1941 - 2019)

          3. Ernst (1904 - 1954) - sposò nel 1936 Marie-Thérèse Wood (1910 - 1985):
            1. Franz Ferdinand (1937 - 1978) - sposò Heide Zechling (1941 - viv.): con discendenza;
            2. Ernst (1944 - 2023) - sposò nel 1973, divorziando nel 1999, Patricia Caesar (1950 - viv.) - sposò nel 2007 Margareta Ndisi (1959 - viv.): con discendenza;

        2. Ottone Francesco (1865 - 1906) - sposò nel 1886 Maria Giuseppina di Sassonia (1867-1944):
          1. Carlo I d'Austria (1887 - 1922) - sposò nel 1911 Zita di Borbone-Parma (1892 - 1989):
            1. Ottone (1912 - 2011) - sposò nel 1951 Regina di Sassonia-Meiningen (1925 - 2010):
              1. Andrea (1953 - viv.) - ha sposato nel 1977 Karl Eugen von Neipperg (1951 - viv.): con discendenza;
              2. Monika (1954 - viv.) - ha sposato nel 1980 Luis de Casanova-Cárdenas y Barón (1950 - viv.): con discendenza;
              3. Michaela (1954 - viv.) - ha sposato nel 1984 Eric Alba-Teran d'Antin (1920 - 2004), divorziando nel 1994; ha sposato nel 1994, divorziando nel 1998 Hubertus von Kageneck (1940 - viv.): con discendenza;
              4. Gabriela (1956 - viv.) - ha sposato nel 1978, divorziando nel 1997, Christian Meister (1954 - viv.): con discendenza;
              5. Walburga (1958 - viv.) - ha sposato nel 1992 Carl Douglas (1949 - viv.): con discendenza;
              6. Karl (1961 - viv.) - ha sposato nel 1993 Francesca Thyssen-Bornemisza (1958 - ), divorziando nel 2019:
                1. Eleonore (1994 - viv.) - ha sposato nel 2020 Jérôme d'Ambrosio (1985 - viv.): con discendenza;
                2. Ferdinand (1997 - viv)
                3. Gloria (1999 - viv.)

              7. Georg (1964 - viv.) - ha sposato nel 1997 Eilika von Oldenburg (1972 - viv.):
                1. Zsofia (2001 - viv.)
                2. Ildiko (2002 - viv.)
                3. Karoly-Konstantin (2004 - viv.)

            2. Adelaide (1914 - 1971)
            3. Roberto (1915 - 1996) - sposò nel 1953 Margherita di Savoia-Aosta (1930 - 2022):
              1. Maria Beatrice (1954 - viv.) - ha sposato nel 1980 Riprand of Arco-Zinneberg: con discendenza;
              2. Lorenz (1955 - viv.) - ha sposato nel 1984 Astrid del Belgio (1962 - viv.):
                1. Amedeo (1986 - viv.) - ha sposato nel 2014 Elisabetta Rosboch von Wolkenstein:
                  1. Anna (2016 - viv.)
                  2. Maximilian (2019 - viv.)
                  3. Alix (2023 - viv.)

                2. Maria Laura (1988 - viv.) - ha sposato nel 2022 William Isvy (1991 - viv.): con discendenza;
                3. Joachim (1991 - viv.)
                4. Luisa Maria (1995 - viv.)
                5. Laetita (2003 - viv.)

              3. Gerhard (1957 - viv.) - ha sposato nel 2015 Iris Jandrasits (1961 - viv.)
              4. Martin (1959 - viv.) - ha sposato nel 2004 Katharina von Isenburg:
                1. Bartholomaeus (2006 - viv.)
                2. Emmanuel (2008 - viv.)
                3. Hélène (2009 - viv.)
                4. Luigi (2011 - viv.)

              5. Isabella (1963 - viv.) - ha sposato nel 1997 Andrea Czarnocki-Lucheschi: con discendenza;

            4. Felice (1916 - 2011) - sposò nel 1952 Anne-Eugénie d'Arenberg (1925 - 1997):
              1. Maria del Pilar (1953 - viv.) - ha sposato nel 1980 Vollrad-Joachim Ritter und Edler von Poschinger (1952 - viv.): con discendenza;
              2. Karl (1954 - viv.) - ha sposato nel 1994, divorziando nel 1997, Martina Donath; ha sposato nel 1998 Annie-Claire Lacrambe (1959 - viv.): con discendenza;
              3. Kynga (1955 - viv.) - ha sposato nel 1985 Wolfgang von Erffa (1948 - viv.): con discendenza;
              4. Raymond (1958 - 2008) - sposò nel 1994 Bettina Götz (1969 - viv.): con discendenza;
              5. Myriam (1959 - viv.) - ha sposato nel 1983 Jaime Corcuera Acheson (1955 - viv.): con discendenza;
              6. Istvan (1961 - viv.) - ha sposato nel 1993 Paola de Temesváry (1971 - viv.): con discendenza;
              7. Viridis (1961 - viv.) - ha sposato nel 1990 Carl Dunning-Gribble (1961 - viv.): con discendenza;

            5. Carlo Ludovico (1918 - 2007) - sposò nel 1950 Yolande de Ligne (1923 - 2023):
              1. Rudolf (1950 - viv.) - ha sposato nel 1976 Marie-Hélène de Villenfagne de Vogelsanck (1954 - viv.):
                1. Carl Christian (1977 - viv.) - ha sposato nel 2007 Estelle Lapra de Saint-Romain (1979 - viv.):
                  1. Zita (2008 - viv.)
                  2. Anežka (2010 - viv.)
                  3. Anna (2012 - viv.)
                  4. Paola (2015 - viv.)
                  5. Pier-Giorgio (2021 - viv.)

                2. Priscilla (1979 - viv.)
                3. Johannes (1981 - viv.), religioso;
                4. Thomas (1983 - viv.), religioso;
                5. Marie des Neiges (1986 - viv.), religiosa;
                6. Franz-Ludwig (1988 - viv.) - ha sposato nel 2018 Mathilde Vignon (1992 - viv.)
                7. Michael (1990 - viv.)
                8. Joseph (1991 - viv.), religioso

              2. Alexandra (1952 - viv.) - ha sposato nel 1984 Hector Riesle: con discendenza;
              3. Carl Christian (1954 - viv.) - ha sposato nel 1982 Maria Astrid di Lussemburgo (1954 - viv.):
                1. Marie-Christine (1983 - viv.) - ha sposato nel 2008 Rodolphe de Limburg-Stirum (1959 - viv.): con discendenza;
                2. Imre (1985 - viv.) - ha sposato nel 2012 Kathleen Elizabeth Walker (1986 - viv.):
                  1. Maria Stella (2013 - viv.)
                  2. Magdalena (2016 - viv.)
                  3. Juliana (2018 - viv.)
                  4. Cecilia (2021 - viv.)
                  5. Karl (2023 - viv.)

                3. Christoph (1988 - viv.) - ha sposato nel 2012 Adélaide Drapé-Frisch (1989 - viv.):
                  1. Katarina (2014 - viv.)
                  2. Sophia (2017 - viv.)
                  3. Josef (2020 - viv.)

                4. Gabriella (1994 - viv.) - ha sposato nel 2020 Henri di Borbone-Parma (1991 - viv.):
                  1. Victoria (2017 - viv.)
                  2. Anastasia (2021 - viv.)
                  3. Philippine (2023 - viv.)

              4. Maria Constanza (1957 - viv.) - ha sposato nel 1994 Franz Joseph d'Auersperg-Trautson: con discendenza;

            6. Rodolfo (1919 - 2010) - sposò nel 1953 Xenia Czernichev-Besobrasov (1929 - 1968); sposò in seconde nozze nel 1971 Anna Gabriele von Wrede (1940 - viv.):
              1. (I) Maria-Anna (1954 - viv.) - ha sposato nel 1981 Peter Galitzine (1955 - viv.): con discendenza;
              2. Karl Peter (1955 - viv.) - ha sposato Alexandra Elisabeth von Wrede (1970 - viv.): con discendenza;
              3. Simeon (1958 - viv.) - ha sposato nel 1996 Maria di Borbone-Due Sicilie (1967 - viv.): con discendenza;
              4. Johannes (1962 - 1975)
              5. (II) Catharina-Maria (1972 - viv.) - ha sposato nel 1998 Massimiliano Secco d'Aragona (1967 - viv.): con discendenza;

            7. Carlotta (1921 - 1989) - sposò nel 1956 Giorgio, duca del Meclemburgo (1899 - 1963): senza discendenza;
            8. Elisabetta (1922 - 1993) - sposò nel 1949 Enrico del Liechtenstein (1916 - 1991): con discendenza;

          2. Massimiliano Eugenio (1895 - 1952) - sposò nel 1917 Franziska zu Hohenlohe-Waldenburg-Schillingsfürst (1897 - 1989):
            1. Ferdinand (1918 - 2004) - sposò nel 1956 Hélène von Toerring-Jettenbach (1937 - viv.):
              1. Elisabeth (1957 - 1983) - sposò nel 1982 James Litchfield (1956 - viv.): senza discendenza;
              2. Sophie (1959 - viv.) - ha sposato nel 1990 Mariano Hugo di Windisch-Graetz (1955 - viv.): con discendenza;
              3. Maximilian (1961 - viv.) - ha sposato nel 2005 Sara Maya al-Askari (1977 - viv.):
                1. Nikolaus (2005 - viv.)
                2. Constantin (2007 - viv.)
                3. Katharina (2010 - viv.)

            2. Heinrich (1925 - 2014) - sposò nel 1961 Ludmilla von Galen (1939 - viv.):
              1. Philipp (1962 - viv.) - ha sposato nel 2006 Mayasuni Heath (1979 - viv.):
                1. Amaya (2011 - viv.)

              2. Marie-Christine (1964 - viv.) - ha sposato nel 1996 Clemens Guggenberg von Riedhofen (1962 - viv.): con discendenza;
              3. Ferdinand (1965 - viv.) - ha sposato nel 1999 Katharina von Hardenberg (1968 - viv.):
                1. Jakob (2002 - viv.)
                2. Paulina (2004 - viv.)
                3. Lara (2007 - viv.)

              4. Conrad (1971 - viv.) - ha sposato nel 2005 Ashmita Goswami:
                1. Léonie (2011 - viv.)

        3. Ferdinando Carlo (1868 - 1915) - sposò nel 1909 Berthe Czuber (1879 - 1979): senza discendenza;
        4. Margherita (1870 - 1902) - sposò nel 1893 Alberto di Württemberg (1865 - 1939): con discendenza;
        5. (III) Maria Annunziata (1876 - 1961) - religiosa;
        6. Elisabetta Amalia (1878 - 1960) - sposò nel 1903 Luigi del Liechtenstein (1869 - 1955): con discendenza;

      4. Maria Anna (1835 - 1840)
      5. Ludovico Vittorio (1842 - 1919)

    11. Maria Anna (1804 - 1858)
    12. Giovanni (1805 - 1809)
    13. Amelia (1807)

  3. Ferdinando III di Toscana (1769 - 1824) - discendenza: Asburgo-Lorena di Toscana
  4. Maria Anna (1770-1809) - religiosa;
  5. Carlo d'Asburgo-Teschen (1771 - 1847) : linea Asburgo-Teschen
  6. Alessandro (1772–1795)
  7. Alberto (1773 - 1774)
  8. Massimiliano (1774 - 1778)
  9. Giuseppe (1776 - 1847) - sposò nel 1799 Aleksandra Pavlovna Romanova (1783 - 1801); sposò in seconde nozze nel 1815 Erminia di Anhalt-Bernburg-Schaumburg-Hoym (1797 - 1817); sposò in terze nozze nel 1819 Maria Dorotea di Württemberg (1797 - 1855)
    1. (I) Paolina (1801)
    2. (II) Erminia (1817 - 1842)
    3. Stefano (1817 - 1867)
    4. (III) Francesca (1820)
    5. Alessandro (1825 - 1837)
    6. Elisabetta (1831 - 1903) - sposò nel 1847 Ferdinando Carlo Vittorio d'Austria-Este (1821 - 1849); sposò in seconde nozze nel 1854 Carlo Ferdinando d'Asburgo-Teschen (1818 - 1874): con discendenza;
    7. Giuseppe (1833 - 1905) - sposò nel 1864 Clotilde di Sassonia-Coburgo-Koháry (1846 - 1927):
      1. Elisabetta (1865 - 1866)
      2. Maria Dorotea (1867 - 1932) - sposò nel 1896 Luigi Filippo Roberto d'Orléans (1869 - 1926): senza discendenza;
      3. Margherita (1870 - 1955) - sposò nel 1890 Alberto I di Thurn und Taxis (1867 - 1952): con discendenza;
      4. Giuseppe (1872 - 1962) - sposò nel 1893 Augusta Maria di Baviera (1877 - 1964):
        1. Giuseppe (1895 - 1957) - sposò nel 1924 Anna di Sassonia (1903-1976):
          1. Margherita (1925 - 1979) - sposò nel 1944 Alessandro Erba-Odescalchi, Principe di Monteleone (1914 - 2008): con discendenza;
          2. Ilona (1927 - 2011) - sposò nel 1946 Giorgio Alessandro di Meclemburgo (1921 - 1996): con discendenza;
          3. Anna (1928 - 1984)
          4. Giuseppe (1933 - 2017) - sposò nel 1956 Maria di Löwenstein-Wertheim-Rosenberg (1935–2018):
            1. Joseph (1957)
            2. Monika-Ilona (1959 - viv.) - ha sposato nel 1996 Charles-Henry de Rambures: con discendenza;
            3. Joseph (1960 - viv.) - ha sposato nel 1990 Margarete di Hohenberg: 
              1. Johanna (1992 - viv.)
              2. Joseph (1994 - viv.) - ha sposato nel 2023 Sophie de Schaesberg (1997 - viv.)
              3. Paul (1996 - viv.)
              4. Elisabeth (1997 - viv.)

            4. Maria Christine (1963 - viv.) - ha sposato nel 1988 Raymond van der Meide: con discendenza;
            5. Andreas-Augustinus (1965 - viv.) - ha sposato nel 1994 Marie-Christine von Hatzfeldt-Donhoff: 
              1. Friedrich (1995 - viv.)
              2. Pierre (1997 - viv.)
              3. Célina (1998 - viv.)
              4. Maria-Floriana (2000 - viv.)
              5. Benedikt-Alexander (2005 - viv.)
              6. Chrysovalantis (2010 - viv.)

            6. Alexandra (1967 - viv.) - ha sposato nel 1999 Wilhelmus de Wit: con discendenza;
            7. Nicolaus (1973 - viv.) - ha sposato nel 2002 Eugenia de Calonje y Gurrea: 
              1. Nicolas (2003 - viv.)
              2. Sofia (2005 - viv.)
              3. Santiago (2006 - viv.)
              4. Maria Carlota (2010 - viv.)

            8. Johannes (1975 - viv.) - ha sposato nel 2009 María Gabriela Montenegro Villamizar:
              1. Johannes (2010 - viv.)
              2. Alejandro (2011 - viv.)
              3. Ignacio (2013 - viv.)

          5. Istvan (1934 - 2011) - sposò Maria Anderl: con discendenza;
          6. Maria (1938 - viv.) - ha sposato in prime nozze, Ernst Kiss; in seconde nozze sposò Joachim Krist il 30 marzo 1988.
          7. Géza (1940 - viv.): con discendenza;
          8. Michele (1942 - viv) - ha sposato Cristiana di Löwenstein-Wertheim-Rosenberg (1940 - viv.): con discendenza;

        2. Gisella (1897 - 1901)
        3. Sofia (1899 - 1978) - sposò Frits Fentener van Vlissingen (1882 - 1965): con discendenza;
        4. Ladislao (1901 - 1946)
        5. Mattia (1904 - 1905)
        6. Maddalena (1909 - 2000)

    8. Maria Enrichetta (1836 - 1902) - sposò nel 1853 Leopoldo II del Belgio (1836 - 1902): con discendenza;

  10. Maria Clementina (1777-1801) - sposò nel 1797 Francesco I delle Due Sicilie (1777 - 1830): con discendenza;
  11. Antonio (1779 - 1835)
  12. Maria Amalia (1780 - 1798)
  13. Giovanni (1782 - 1859) - sposò nel 1829 Anna Plochl (1804 - 1885):
    1. Franz von Meran (1839 - 1891): con discendenza;

  14. Ranieri (1783 - 1853) - sposò nel 1820 Maria Elisabetta di Savoia-Carignano (1800 - 1856):
    1. Maria Carolina (1821 - 1844)
    2. Maria Adelaide (1822 - 1855) - sposò nel 1842 Vittorio Emanuele II di Savoia (1820 - 1878): con discendenza;
    3. Leopoldo (1823 - 1898)
    4. Ernesto (1824 - 1899) - sposò nel 1858 Laura Skublics de Velike et Bessenyö (1826 - 1865): con discendenza;
    5. Sigismondo (1826 - 1891)
    6. Ranieri (1827 - 1913) - sposò nel 1852 Maria Carolina d'Asburgo-Teschen (1825 - 1915): senza discendenza;
    7. Enrico (1828 - 1891) - sposò nel 1868 Leopoldine Hoffmann (1842 - 1891): 
      1. Rainiera Maria (1872 - 1936) - sposò nel 1892 Enrico Lucchesi Palli (1861 - 1924): con discendenza;

    8. Massimiliano (1830 - 1839)

  15. Luigi (1784 - 1864)
  16. Rodolfo (1788 - 1831) - religioso;
  17. (ill. con Livia Raimondi) Luigi von Grunn (1788 - 1814)
10. Maria Carolina (1748)
11. Maria Giovanna (1750 - 1762)
12. Maria Giuseppina (1751 - 1767)
13. Maria Carolina (1752 - 1814) - sposò Ferdinando I delle Due Sicilie (1751 - 1825): con discendenza;
14. Ferdinando Carlo Antonio d'Asburgo-Lorena (1754 - 1806) - discendenza: Austria-Este
15. Maria Antonietta (1755 - 1793) - sposò nel 1770 Luigi XVI di Francia (1754 - 1793): con discendenza;
16. Massimiliano (1756 - 1801) - religioso;

### Asburgo-Teschen
Carlo d'Asburgo-Teschen (1771 - 1847) - sposò nel 1815 Enrichetta di Nassau-Weilburg (1797 - 1829):
1. Maria Teresa (1816-1867) - sposò nel 1837 Ferdinando II delle Due Sicilie (1810 - 1859): con discendenza;
2. Alberto (1817 - 1895) - sposò nel 1844 Ildegarda di Baviera (1825 - 1864):
  1. Maria Teresa (1845 - 1927) - sposò nel 1865 Filippo di Württemberg (1838 - 1917): con discendenza;
  2. Carlo Alberto (1847 - 1848)
  3. Matilde (1849 - 1867)
3. Carlo (1818 - 1874) - sposò nel 1854 Elisabetta Francesca d'Asburgo-Lorena (1831 - 1903):
  1. Francesco Giuseppe (1855)
  2. Federico (1856 - 1936) - sposò nel 1878 Isabella von Croy (1856 - 1931):
    1. Maria Cristina (1879 - 1962) - sposò nel 1902 Emanuele di Salm-Salm (1871 - 1916): con discendenza;
    2. Maria Anna (1882 - 1940) - sposò nel 1903 Elia di Borbone-Parma (1880 - 1959): con discendenza;
    3. Maria Enrichetta (1883 - 1956) - sposò nel 1908 Gottfried von Hohenlohe-Schillingsfürst (1867 - 1932): con discendenza;
    4. Natalia (1884 - 1898)
    5. Stefania (1886 - 1890)
    6. Gabriella (1887 - 1954)
    7. Isabella (1888 - 1973) - sposò nel 1912 Giorgio di Baviera (1880-1943): senza discendenza;
    8. Maria Alice (1893 - 1962) - sposò nel 1920 Waldbott von Bassenheim (1889 - 1959): con discendenza;
    9. Alberto Francesco (1897 - 1955) - sposò nel 1930 Irène Lelbach (1897 - 1985), divorziando nel 1937; sposò in seconde nozze nel 1938, divorziando nel 1951, Katalin Bocskay de Felsö-Bánya (1909 - 2000); sposò in terze nozze nel 1951 Lydia Strauss-Dorner:
      1. (II) Sarolta (1940 - 2020): sposò Ferdinand Wutlonen: con discendenza;
      2. Idilko (1942 - viv.) - ha sposato nel 1963, divorziando nel 1978 Joseph Calleja; ha sposato nel 1982 Terry Fortier: con discendenza;
      3. (III) Rudolf (1951 - 1992)

  3. Maria Cristina (1858 - 1929) - sposò nel 1879 Alfonso XII di Spagna (1857 - 1885): con discendenza;
  4. Carlo Stefano (1860 - 1933) - sposò nel 1886 Maria Teresa d'Asburgo-Lorena (1862-1933):
    1. Eleonora (1886 - 1974) - sposò nel 1913 Alfons von Kloss (1880 - 1953): con discendenza;
    2. Renata (1888 - 1935) - sposò nel 1909 Hieronim Radziwill (1885 - 1945): con discendenza;
    3. Carlo Alberto (1888 - 1951) - sposò nel 1920 Alice Ankarcrona (1889 - 1985):
      1. Karl-Stefan (1921 - 2018) - sposò nel 1952 Maria-Louise af Petersens (1910 - 1998):
        1. Maria-Christina (1953 - viv.)
        2. Karl-Albrecht (1956 - 1957)

      2. Maria-Christina (1923 - 2012)
      3. Karl-Albrecht (1926 - 1928)
      4. Renata (1931 - 2024) - sposò nel 1957 Eduardo de Zulueta y Dado (1923 - 2020): con discendenza;

    4. Mechthild (1891 - 1966) - sposò nel 1913 Olgierd Czartoyski (1888 - 1977): con discendenza;
    5. Leone Carlo (1893 - 1939) - sposò nel 1922 Marie Clothilde de Thuillières (1893 - 1978):
      1. Maria Desiderata (1923 - 1988) - sposò nel 1947, divorziando nel 1965, Wolfgang von Hartig (1922 - 1995): con discendenza;
      2. Mechtildis (1924 - 2000) - sposò nel 1948 Manfredi Piatti (1924 - 1995): con discendenza;
      3. Elizabeth (1927 - 2014)
      4. Leo Stefan (1928 - 2020) - sposò nel 1962, divorziando nel 1969, Gabriele Kunert (1935 - 1975); sposò nel 1973 Heide Aigner (1942 - viv.): con discendenza;

    6. Guglielmo (1895 - 1948)

  5. Eugenio (1863 - 1954)
  6. Eleonora (1864)
4. Federico (1821 - 1847)
5. Rodolfo (1822)
6. Maria Carolina (1825 - 1915) - sposò nel 1852 Ranieri Giuseppe d'Asburgo-Lorena (1827 - 1913): senza discendenza;
7. Guglielmo (1827 - 1894)